# Sanghaj pályaudvar
Sanghaj pályaudvar (egyszerűsített kínai írással: 上海火车站; pinjin: Shànghǎi Huǒchēzhàn) Sanghaj egyik vasúti személypályaudvara, mely 1987-ben nyílt meg. Az állomásnak 13 peronja és 15 vágány van.
Előtte buszállomás és taxiállomás található, alatta pedig a Sanghaji metró 1-es, 3-as és 4-es vonalára lehet felszállni.

## Vasútvonalak
Az állomást az alábbi vasútvonalak érintik:
- Peking–Sanghaj-vasútvonal
- Shanghai–Kunming-vasútvonal
- Sanghaj–Nanking nagysebességű vasútvonal

## Kapcsolódó állomások
A vasútállomáshoz az alábbi állomások vannak a legközelebb:
- Sanghaj Nyugati pályaudvar (Peking Főpályaudvar, Peking–Sanghaj-vasútvonal)
- Sanghaj Nyugati pályaudvar (Kunming railway station, Shanghai–Kunming-vasútvonal)
- Sanghaj Nyugati pályaudvar (Nanjing railway station, Nanjing South railway station, Sanghaj–Nanking nagysebességű vasútvonal)
- Guangxinlu Railway Station (Peking Főpályaudvar, Peking–Sanghaj-vasútvonal)

## Képek

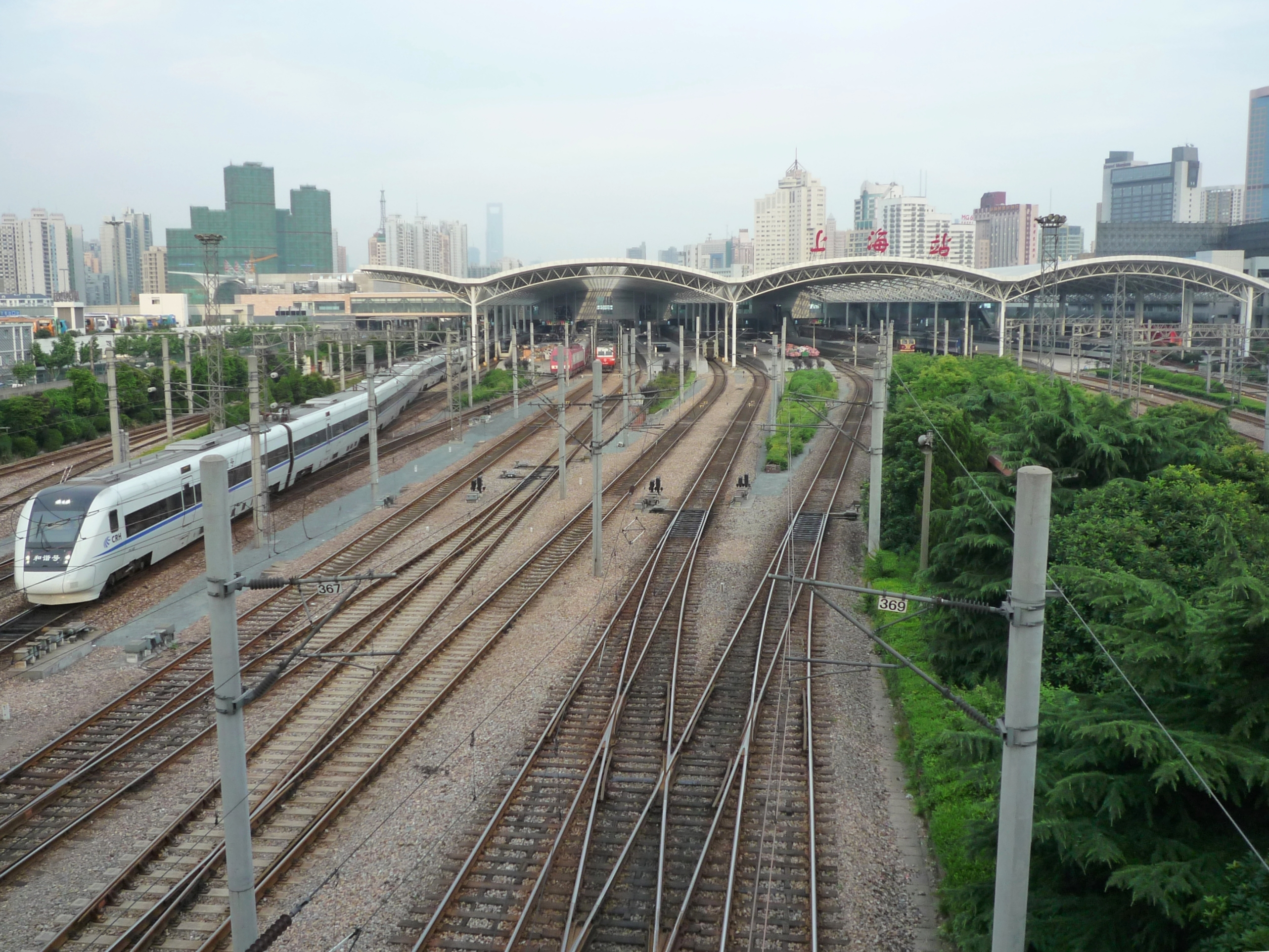
Vonat hagyja el az állomást
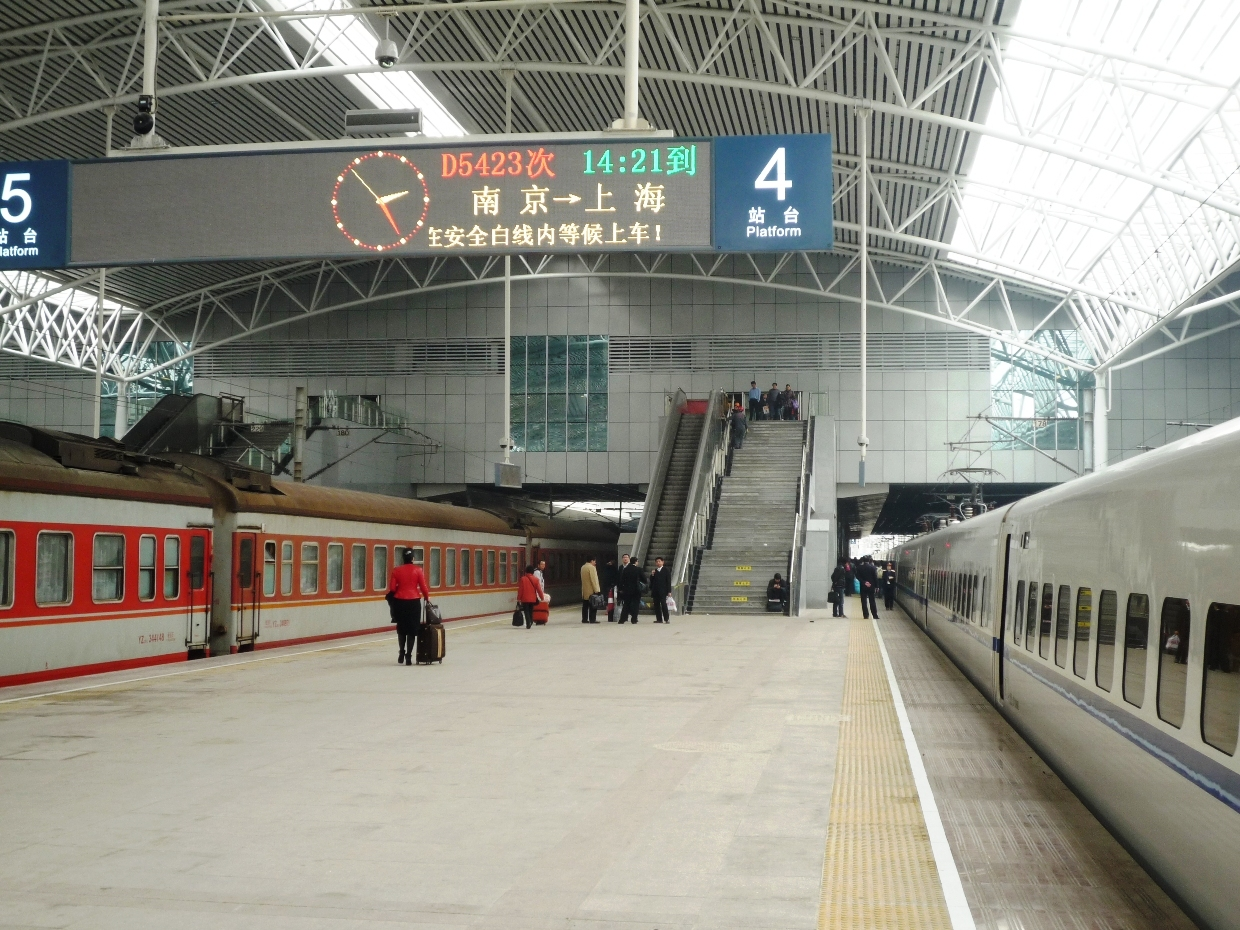
Peronok
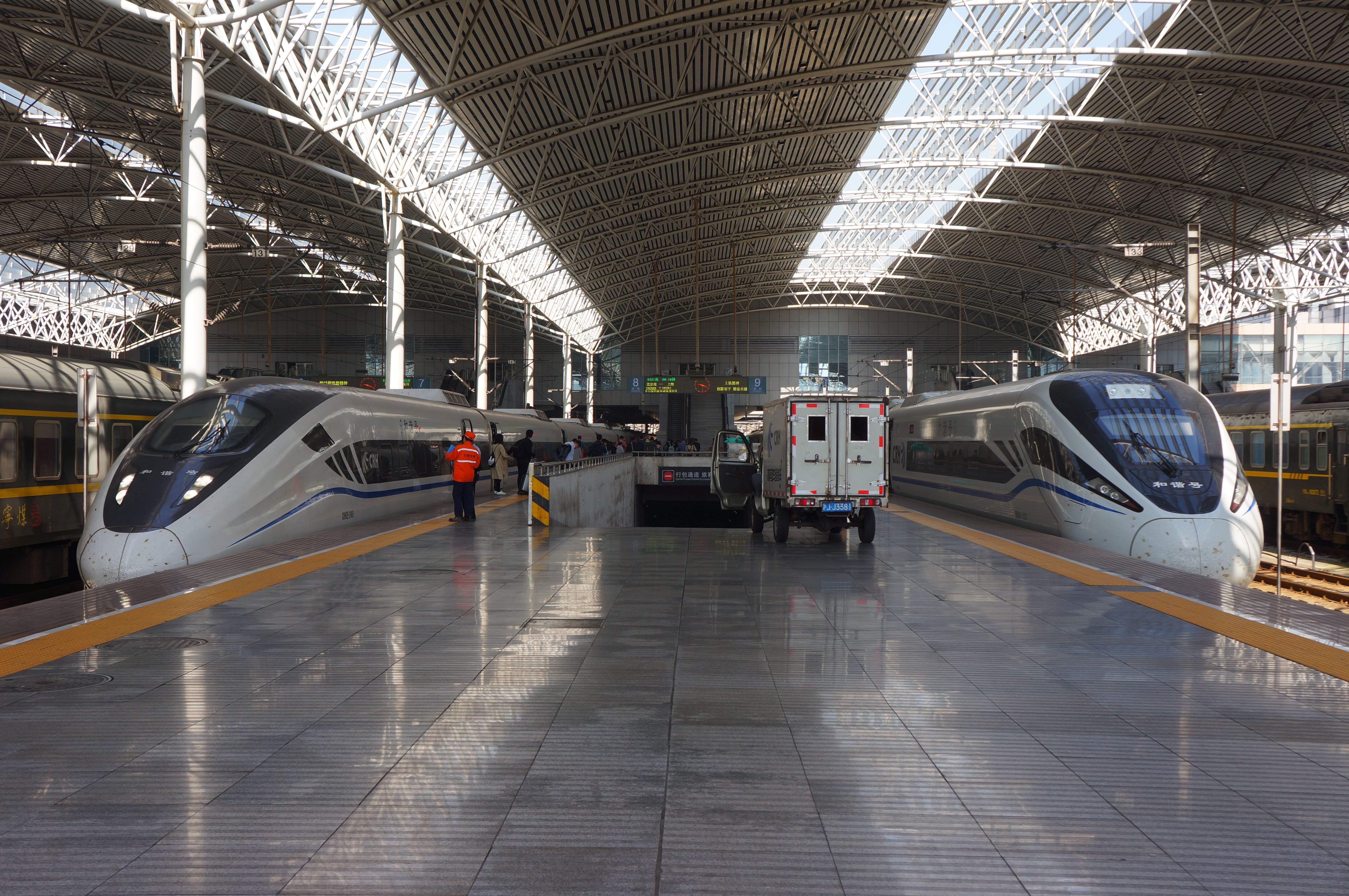
Vonatok az állomáson
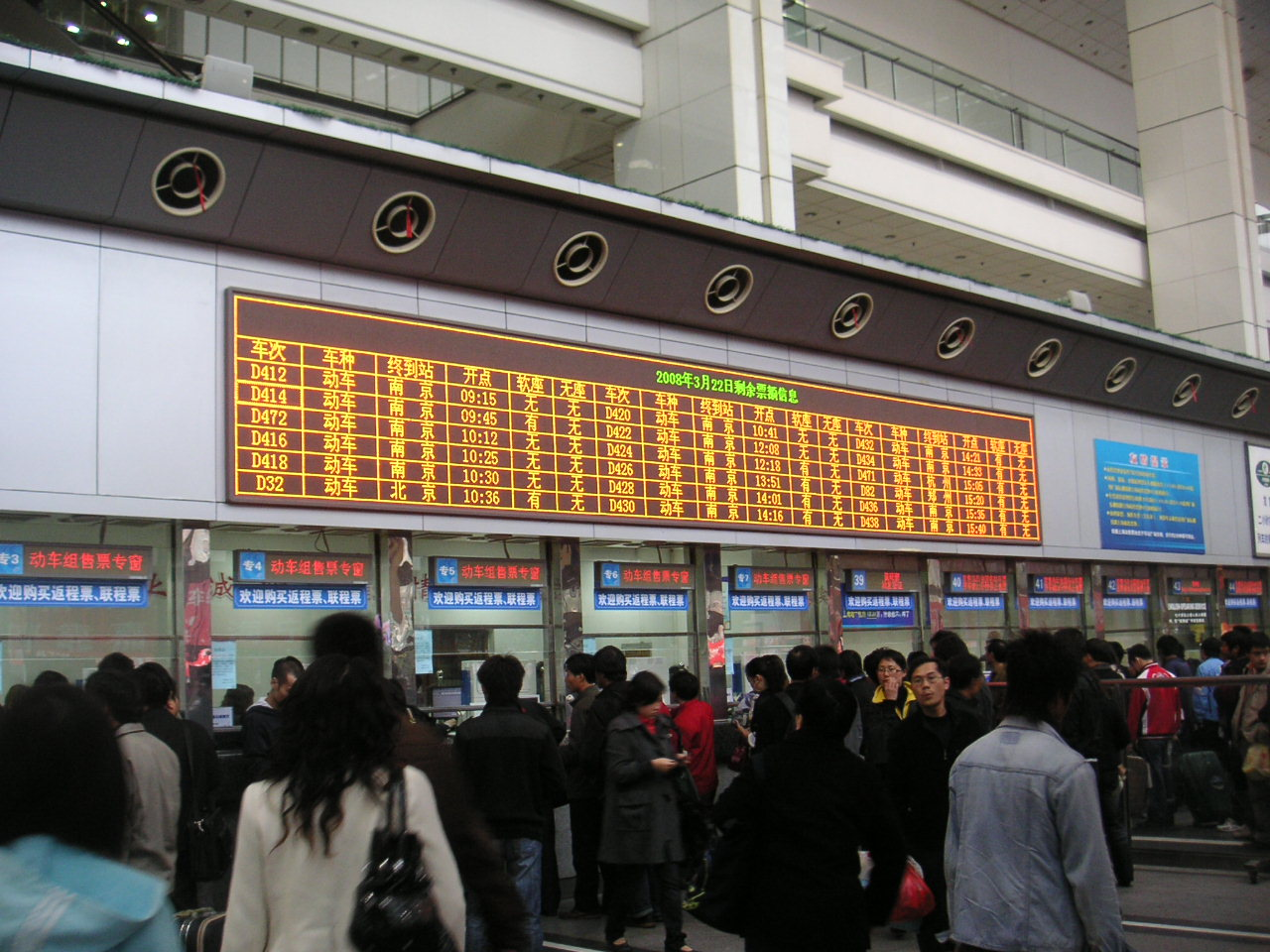
Az érkező- és induló vonatok kijelzője